# Логвін Максим В'ячеславович
Макси́м В'ячесла́вович Логвін — солдат Збройних сил України, 93-я окрема механізована бригада.

## З життєпису
Призваний у квітні 2014 року Запорізьким райвоєнкоматом. До призову працював сортувальником-здавачем металу у Термічному цеху на підприємстві «Дніпроспецсталь». Співробітники заводу зібрали для Максима кошти на бронежилет.
25 вересня 2014 зазнав поранень при обороні Донецького аеропорту від розриву міни — вогнепальне осколкове сліпе поранення лопаточної ділянки. Лікувався в Дніпропетровському госпіталі.

## Нагороди та відзнаки
- 6 жовтня 2014 року — за особисту мужність і героїзм, виявлені у захисті державного суверенітету та територіальної цілісності України, вірність військовій присязі під час російсько-української війни, відзначений — нагороджений орденом «За мужність» III ступеня.